# Абрамс (Вісконсин)
Абрамс (англ. Abrams) — місто (англ. town) в США, в окрузі Оконто штату Вісконсин. Населення — 1960 осіб (2020).

## Демографія
Згідно з переписом 2010 року, у місті мешкало 1856 осіб у 724 домогосподарствах у складі 543 родин. Було 797 помешкань
Расовий склад населення:
| - 98,2 % — білих - 0,3 % — корінних американців - 0,3 % — азіатів - 0,1 % — вихідців з тихоокеанських островів - 0,1 % — чорних або афроамериканців |

До двох чи більше рас належало 0,8 %. Частка іспаномовних становила 1,3 % від усіх жителів.
За віковим діапазоном населення розподілялося таким чином: 23,2 % — особи молодші 18 років, 65,6 % — особи у віці 18—64 років, 11,2 % — особи у віці 65 років та старші. Медіана віку мешканця становила 42,3 року. На 100 осіб жіночої статі у місті припадало 105,3 чоловіків;  на 100 жінок у віці від 18 років та старших — 109,9 чоловіків також старших 18 років.
Середній дохід на одне домашнє господарство  становив 82 567 доларів США (медіана — 75 156), а середній дохід на одну сім'ю — 96 972 долари (медіана — 89 018). Медіана доходів становила 52 368 доларів для чоловіків та 41 083 долари для жінок. За межею бідності перебувало 7,2 % осіб, у тому числі 7,8 % дітей у віці до 18 років та 14,4 % осіб у віці 65 років та старших.
Цивільне працевлаштоване населення становило 1111 осіб. Основні галузі зайнятості: виробництво — 26,1 %, освіта, охорона здоров'я та соціальна допомога — 16,9 %, транспорт — 10,1 %, будівництво — 9,4 %.